# Lasiocala viridiaenea
Lasiocala viridiaenea är en skalbaggsart som beskrevs av Ohaus 1910. Lasiocala viridiaenea ingår i släktet Lasiocala och familjen Rutelidae. Inga underarter finns listade i Catalogue of Life.